# 行運一條龍
《行運一條龍》(英語：The Lucky Guy)，是李力持執導的香港電影，本片講述一個大家庭中的四個小故事，於1998年1月16日上映，是當年的贺岁片。
該片雖由周星馳、鄭秀文領銜主演，但是嚴格來說周星馳、鄭秀文的戲份並不多，故事反而是以吳孟達、陳曉東、葛民輝為主。周星馳因為在1996年創辦星輝海外有限公司，所以認為根本沒必要演出別人的電影，但是看在與李力持的交情份上，答應客串數天。

## 劇情
行運茶餐廳老闆（吳孟達飾）要求兒子得男（陳曉東飾）承經父業，常遭得男拒絕，要由茶餐廳中年資最老伙計何金水（周星馳飾）調解。得男當記者，巧遇芳芳（舒淇飾），卻無意間發現芳芳是大地產商羅七輝的女兒，於是千方百計以採訪為名，希望可以揚名立萬。
阿水是情場聖手，但偶然下遇上中學時暗戀對象Candy（鄭秀文飾）。阿水彷彿著了魔，出盡法寶後，終於獲得Candy之約會。與此同時外賣仔阿福（葛民輝飾）認識武館秘書Fanny（楊恭如飾），欲求助於阿水，最後獲得平生第一次戀愛......

## 演員
| 演員   | 角色                             |
| 周星馳 | 何金水                           |
| 葛民輝 | 阿福                             |
| 陳曉東 | 李得男                           |
| 舒淇   | 芳芳                             |
| 鄭秀文 | 葉玉芬 (Candy)                   |
| 楊恭如 | Fanny                            |
| 吳孟達 | 李老闆                           |
| 吳君如 | 姣婆四、吳夫人                   |
| 戴龍   | 低調地產商羅七輝 (芳芳之父)      |
| 楊國輝 | 雜誌社總編輯                     |
| 谷德昭 | 谷德輝                           |
| 陳彥行 | 阿水假女友                       |
| 八兩金 | 吳留手（皇極驚天拳第十代掌門人） |
| 李力持 | 送貨工人                         |
| 王書麒 | Candy 中學男友                   |
| 李兆基 | 阿基                             |
| 田啟文 | 田鷄                             |
| 鄭文輝 | 輝仔                             |
| 李健仁 | 小丸子                           |
| 黃一飛 | 高佬偉 (黑社會大佬)              |
| 林雪   | 高佬偉的手下                     |
| 徐志雄 | 放雀佬                           |
| 黃美棋 | 小芬女                           |
| 曾近榮 | 堅叔                             |
| 何華超 | 飛仔                             |
| 王子侯 | 茶餐廳顧客                       |
| 周家怡 | 結尾與葉玉芬一同跳舞的人         |
| 媚姨   | 阿媚                             |

## 電影歌曲
| 曲別               | 歌名         | 演唱   |
| ------------------ | ------------ | ------ |
| 主題曲             | 《親密關係》 | 鄭秀文 |
| 主題曲             | 《表演時間》 | 鄭秀文 |
| 插曲               |              | 鄭秀文 |
| 《為何又是這樣錯》 |              | 鄭秀文 |

## 取景
- 片中的行運茶餐廳在太子上海街鴻運冰廳餅店取景。

## 彩蛋
- 劇中角色阿媚的對白「你冇错，你对我好好添。不过，我而家唔钟意呀。大家都唔啱feel嘅」，惡搞自1997年12月上映的美國電影心靈捕手，羅賓·威廉斯在戲中的一句經典對白「這不是你的錯」（" It's Not Your Fault"）
- 電影插曲為鄭秀文《為何又是這樣錯》，亦與上述對白關聯
- 劇中角色Candy欺騙何金水在餐廳廁所內脫光一幕，和1996年1月28日播映的美國連續劇"Friends", (season 2), The One After the Superbowl 中，由Julia Roberts 欺騙Chandler 在餐廳廁所內脫光一幕相似。

## 流行文化
- 劇中經典對白「年初四咁嘅樣」，後成為流行文化，泛指感覺委屈的形容詞

## 外部連結
- 開眼電影網上《行運一條龍》的資料（繁體中文）
- 香港影庫上《行運一條龍》的資料（繁體中文）
- 时光网上《行運一條龍》的資料（简体中文）
- 豆瓣电影上《行運一條龍》的資料 （简体中文）
- 爛番茄上《行運一條龍》的資料（英文）
- 互联网电影数据库（IMDb）上《行運一條龍》的资料（英文）
- YouTube《行運一條龍》線上看 （页面存档备份，存于）

## 電視節目的變遷
| 香港無綫電視翡翠台 星期日影院 星期日13:15-15:10，星期一凌晨重播            | 香港無綫電視翡翠台 星期日影院 星期日13:15-15:10，星期一凌晨重播 | 香港無綫電視翡翠台 星期日影院 星期日13:15-15:10，星期一凌晨重播 |
| -------------------------------------------------------------------------- | --------------------------------------------------------------- | --------------------------------------------------------------- |
|                                                                            | 行運一條龍 （2020年2月2日）                                     |                                                                 |
| 賭聖 （2020年1月19日）2020年中央廣播電視總台春節聯歡晚會 （2020年1月26日） | 游龍戲鳳 （2020年2月9日）                                       |                                                                 |